# Ramsau bei Berchtesgaden
Ramsau Berchtesgaden melletti település. Lakosainak száma 1748 fő (2023. december 31.).

## Földrajza
Ramsau délkelet Bajorországban, Berchtesgadentől 10 km -re nyugatra, a Berchtesgadeni-Alpok lábainál mintegy 600 méter magasan fekszik. Németországon belül Bajorországhoz tartozik. 10 km-re délre húzódik az osztrák határ, Salzburg 33 km-re, München, a bajor főváros északnyugati irányban 180 km-re található. A falu környéke nemzeti park (1978 -ban alapították), valamint itt található Németország 3. legmagasabb pontja, a 2713 méter magas Watzmann. A településtől alig 10 km-re délkeletre fekszik a Königsee, amely egy glaciális úton keletkezett mély vizű tó. A várostól alig 12 km-re található Kehlstein 1835 méter magas hegye, amely a II. világháború idején Adolf Hitler üdülőhelye volt Sasfészek (angolul: Eagle's Nest, németül: Adlerhorst) néven.

## Népesség
| Lakosok száma | 854  | 2099 | 1668 | 1694 | 1738 | 1742 | 1696 | 1701 | 1706 | 1748 |
|               | 1875 | 1950 | 1975 | 1987 | 2012 | 2014 | 2016 | 2017 | 2021 | 2023 |

## Történelme
Ramsau múltjáról nem sokat tudunk, csak annyit, hogy mindig Berchtesgadenhez tartozott, tehát (idézet Berchtesgaden wiki lapból) Első alkalommal 1393 és 1404 között került Salzburg fennhatósága alá, ennek ellenére 1803-ig többé-kevésbé független hercegség maradt, majd a napóleoni háborúk eredményeként 1805-ben Pozsonyban megkötött francia-osztrák különbéke értelmében a terület Ausztriához került. Pár évvel később 1809-ben a Francia Birodalomhoz tartozott, 1810-ben végül Bajorországhoz csatolták, melynek máig része.

## Közlekedés
A 305-ös alpesi főúton lehet megközelíteni nyugatról és keletről, amely átszeli a települést és Berchtesgadent is.
Vasútállomása/vasúti megállóhelye nincs, a legközelebbi vasútállomás Berchtesgaden (DB Berchtesgaden, Bahnhof).